# Alpakesa uniseptata
Alpakesa uniseptata är en svampart som beskrevs av Morgan-Jones, Nag Raj & W.B. Kendr. 1972. Alpakesa uniseptata ingår i släktet Alpakesa, divisionen sporsäcksvampar och riket svampar.   Inga underarter finns listade i Catalogue of Life.